# КВ (танк)
Вижте пояснителната страница за други значения на КВ.
КВ е съветски тежък танк, носещ името на комисаря по отбраната на СССР Климент Ворошилов. Танкът участва във Втората световна война.

## История
През октомври 1938 г., в хода на работата по опитния образец на тежкия трикуполен танк СМК, е предложено на неговата база да бъде разработен танк с един купол. В този период на изпитателния полигон в Кубинка се провеждат изпитанията на чешкия танк S-2a. След изпитанията съветските танкови конструктори направили множество полезни изводи, които по-късно са използвани при създаването на серията КВ.
На 9 декември 1938 г. на заседание на Комитета по отбрана е одобрено създаването на два прототипа СМК, но, по настояване на Йосиф Сталин – в двукуполен вариант. Главният конструктор на Кировския завод Жозеф Я. Котин предлага на мястото на втория прототип да бъде създаден танк с един купол. В крайна сметка е решено да бъдат построени два прототипа – с два и с един купол. Окончателно решението е утвърдено от Съвета на народните комисари на 27 февруари 1939 г.
Новият танк е наречен КВ (Климент Ворошилов). Проектирането му започва в Кировския завод (бивш Путиловски завод) в Ленинград. За основа на разработката все пак е прието шасито на СМК. Работата по танка започва с много бързи темпове. На 9 април същата година е изготвен технически макет, а на 1 септември е изготвен първият прототип.
При разработването са заимствани от СМК схемата на бронировката на корпуса, конструкцията на оптическите прибори, части от трансмисията, двуоръдейният купол и др. Монтиран е двигател В-2. По принуда конструкторите се отказват от картечното въоръжение, защото в купола нямало място за него. Танкът е въоръжен с две оръдия: 76 mm и 45 mm.
Изпитанията започват в началото на октомври 1939 г. Поради избухването на Съветско-финландската война изпитанията са прекратени и танкът е въведен на въоръжение. Веднага след първото му участие в бой е решено да бъде снето 45-mm оръдие, защото създава проблеми на екипажите в и без това тесния купол.
В резултат на войсковите изпитания, проведени в реален бой, е взето решение четири танка от първата серия да се превъоръжат със 152-mm гаубица МЛ-10 Обр. 1938/40. Танкът е кодифициран под името КВ-2. Това е предизвикано от желанието на съветското военно командване да притежава тежковъоръжен танк за борба с фортификационни укрепления. Танкът е одобрен за въоръжение през 1941 г. В сравнение с КВ-1 екипажът на танка е увеличен с още един човек (помощник-пълнач). До 1941 г. танковете не са наричани КВ-1 и КВ-2, а „танк с голям купол“ и „танк с малък купол“.
През май 1940 г. производството нараства до 200 машини. От войските обаче се безпокоели, че танкът не е преминал пълноценни изпитания, а и в произведените машини са открити множество дефекти. Съветското ръководство се разпорежда да бъдат проведени в началото на юни същата година. В хода им са открити съществени недостатъци по ходовата част, трансмисията и двигателя. Взето е решение дефектите да бъдат отстранявани в хода на самото производство. Така е жертвано качеството за сметка на количеството, което след няколко години е заплатено с кръв.
В края на 1940 г. на танка, вместо оръдието Л-11, започват да монтират Ф-32. Този танк получава името КВ-1 Обр. 1940. Старият двигател В-2 е заменен с модернизирания В-2К.
През май 1941 г. е решено на танка да бъде монтирано оръдие с по-дълга цев. За тази цел е избрано 107-mm оръдие ЗИС-6. При проведените изпитания танкът КВ-5 не показва добри качества, поради това че при оръдието ЗИС-6 се използва унитарен боеприпас.
През есента на 1941 г., под натиска на немските пропагандни филми, е взето решение танкът да бъде снабден с допълнителна навесна броня под формата на допълнителни екрани. Танкът е кодифициран под името КВ-1 „с допълнителна броня“ (рус. с дополнительной броней). Името КВ-1Е е измислено доста по-късно и няма нищо общо с действителността.

## Бойно използване
На 22 юни 1941 г. Червената армия има на въоръжение 639 танка от типа КВ. В този период КВ е в състояние да унищожи всеки танк, намиращ се на въоръжение във Вермахта, като при това остава практически неуязвим за танковете на противника.
В хода на Втората световна война танкът показва висока живучест. Основните бойни загуби са предимно от огъня на 105-mm гаубици и 88-mm зенитни оръдия. Голямо количество танкове са безвъзвратно изгубени по време на отстъплението до Москва заради недостиг на резервни части.
Не са редки случаите, когато тези пленени танкове са използвани от Германската армия на Източния фронт. Има данни, че през 1942 г., при планирането на овладяването на Малта, немското командване е разглеждало възможността пленени танкове КВ да бъдат използвани на този Театър на военни действия.

## Модификации
- КВ-1 – Серийна модификация тежък танк, въоръжен с две оръдия: 76-mm танково оръдие Л-11 и 45-mm оръдие 20К, двигател В-2 (500 к.с.).
- КВ-1 Обр.1939 – Серийна модификация тежък танк, въоръжен със 76-mm танково оръдие Л-11. Произведени са около 141 машини.
- КВ-1 Обр.1940 – Серийна модификация тежък танк, въоръжен със 76-mm танково оръдие Ф-32. Съгласно геманската кодификация получава името KV-1A.
- КВ-1Е Обр.1940 – Серийна модификация тежък танк, въоръжен със 76 mm танково оръдие Ф-32 и допълнителни противотанкови екрани – рус. с екранами. Съгласно германската кодификация получава името KV-1Е.
- КВ-1 Обр.1941 – Серийна модификация тежък танк, въоръжен със 76-mm танково оръдие ЗИС-5 и допълнителна броня в предната част на корпуса и купола. Съгласно германската кодификация получава името KV-1В.
- КВ-1 Обр.1942 – Серийна модификация тежък танк, въоръжен със 76-mm танково оръдие ЗИС-5 и допълнителна броня в предната част на корпуса и купола. Съгласно германската кодификация получава името KV-1С.
- КВ-1с („Обект 238“) – Серийна модификация скоростен танк, произвеждан от 1942 г. с лека броня и олекотена трансмисия. Произведени са около 1370 машини.
- КВ-10 („Обект 230“) – Опитна модификация, за която няма достатъчно данни. Може би става въпрос за недовършената модификация ракетен танк с индекса КВ-1К или за недовършена модификация на КВ-85.

- КВ-11 („Обект 231“) – Недовършена опитна модификация, за която няма достатъчно данни.
- КВ-12 („Обект 232“) – Опитна модификация тежък химически танк за създаване на димни и огневи завеси.
- КВ-13 („Обект 233“) – Опитна модификация среден скоростен танк с тежка броня. По-късно е преименуван на ИС-2.
- КВ-14 („Обект 236“) – Серийна модификация 152-mm тежка самоходна артилерийска установка (САУ). Модификацията е по-известна като СУ-152.
- КВ-100 – Опитна модификация тежък танк, въоръжен със 100 mm оръдие С-34.
- КВ-2 Обр. 1940 – Серийна модификация щурмови танк, въоръжен със 152-mm гаубично оръдие М-10. Произвеждан по едно и също време с КВ-1. Голямото тегло води до чести повреди в окачването и дъното на корпуса и поради това е спрян от производство.
- КВ-220 – Опитна модификация щурмови танк с тегло 63 t, въоръжен с 85 mm оръдие. Въпреки че танкът е бил опитен прототип, няколко машини са участвали във Втората световна война.
- КВ-222 – Опитна модификация с тегло 51 t, броня 90 – 105 mm, въоръжен със 76-mm оръдие. Въпреки че танкът е бил опитен прототип, няколко машини са участвали във Втората световна война.
- КВ-3 („Обект 223“) – Опитна модификация тежък танк с тегло 75 t, въоръжен със 107-mm оръдие ЗИС-6. На танка е монтирана стандартната купола на танка КВ-1. Взема участие във Втората световна война.
- КВ-4 („Обект 224“) – Опитна модификация свръхтежък танк с тегло от 85 до 110 t
- КВ-5 („Обект 225“) – Опитна модификация свръхтежък танк с тегло 100 t, въоръжен със 107-mm оръдие ЗИС-6.
- КВ-6 („Обект 226“) – Опитна модификация тежък сапьорно-химически танк.
- КВ-7 („Обект 227“) – Опитна модификация на безкуполен танк, изпълнена в две различни серии: с две оръдия (2х76 mm) и с три оръдия (1х76 mm и 2х45 mm).
- КВ-8 („Обект 228“) – Серийна модификация огнеметен танк. Въоръжен с огнехвъргачка АТО-41, 45-mm танково оръдие и три картечници.
- КВ-8с („Обект 238“) – Серийна модификация на огнеметния танк КВ-8, изпълнен на ходовата част на КВ-1с.
- КВ-85 („Обект 239“) – Серийна модификация на танка КВ-1с с монтирана купола от танка ИС-1 (танк). Въоръжен с 85-mm танково оръдие Д-5Т. В периода септември – октомври 1943 г. са произведени около 130 машини.
- КВ-9 („Обект 229“) – Опитна модификация тежък танк, въоръжен със 122-mm гаубично оръдие У-11.

| Тактико-технически данни на някои от моделите КВ |                                       |                                       |                                    |
| ТТД/Танк                                         | КВ-1 Обр.1940                         | КВ-1с                                 | СУ-152                             |
| Дължина, m:                                      | 6,9                                   | 6,9                                   | 8,95                               |
| Широчина, m:                                     | 3,32                                  | 3,35                                  | 8,95                               |
| Височина, m:                                     | 2,71                                  | 2,64                                  | 2,45                               |
| Тегло, t:                                        | 47,5                                  | 42,5                                  | 45,5                               |
| Скорост, km/h:                                   | 30 (шосе) 16 (терен)                  | 43 (шосе) 18 (терен)                  | 43 (шосе) 14 (терен)               |
| Запас от ход, km:                                | 180                                   | 160                                   | 165                                |
| Основно въоръжение:                              | 76,2 mm оръдие Ф-32 (114 сн.)         | 76,2 mm оръдие ЗИС-5 (114 сн.)        | 152,4 mm гаубица МЛ-20С (20 сн.)   |
| Доп. въоръжение:                                 | 3х 7,62 mm картечница ДТ (3024 патр.) | 3х 7,62 mm картечница ДТ (3000 патр.) | няма                               |
| Двигател:                                        | 12-цилиндров дизел В-2K (600 к.с.)    | 12-цилиндров дизел В-2K (600 к.с.)    | 12-цилиндров дизел В-2K (600 к.с.) |
| Броня, mm:                                       | шаси: 75 купола: 75                   | шаси: 60 купола: 75                   | шаси: 60 купола: 75                |
| Екипаж:                                          | 5 души                                | 5 души                                | 5 души                             |